# Harpagochromis sp. nov. 'frogmouth
Harpagochromis sp. nov. 'frogmouth' је зракоперка из реда Perciformes и фамилије Cichlidae. 

## Угроженост
Ова врста се сматра рањивом у погледу угрожености врсте од изумирања.

## Распрострањење
Врста је присутна у Кенији и Уганди.

## Станиште
Станиште врсте су слатководна подручја. 